# 谢尔盖·恰普雷金
谢尔盖·阿列克谢耶维奇·恰普雷金（俄语：Сергей Алексеевич Чаплыгин，1869年4月5日—1942年10月8日）是一位俄罗斯及前苏联物理学家、数学家暨机械工程师。

## 简介
1869年4月5日，他出生于利佩茨克州恰普雷金。1877年就读于沃罗涅日第二高中，1890年，毕业于莫斯科国立大学，后来成为了一名教授。1901年曾在莫斯科女子高等讲习所教授机械工程，1903年又在莫斯科高等技术学校教授应用数学。苏联著名物理学家"列昂尼德·伊凡诺维奇·谢多夫"（Leonid I. Sedov）就是他的学生之一。1942年10月8日，他在新西伯利亚州新西伯利亚市去世。 
恰普雷金的理论曾受到中央空气流体动力学研究院创始人尼古拉·叶戈罗维奇·茹科夫斯基的极大启发。他早期的研究主要在流体力学领域，在1948年发表了他的四卷《全集》。数学上的恰普雷金方程和宇宙学中所假设的物质-"恰普雷金气体"就是以他的名字命名的。

## 荣誉和纪念
- 社会主义劳动英雄(1941年2月1日)；
- 被二次授予列宁勋章(1941年2月1日和1933年12月22日)；
- 被二次授予劳动红旗勋章(1927年7月10日和？)；
- 茹科夫斯基奖(1925年)。

1924年入选为俄罗斯科学院（1925年-1991年的苏联科学院）院士，月球上的恰普雷金环形山就是以他的名字命名的。

## 另请参阅
- 查普雷金宇宙模型
- 恰普雷金方程
- 恰普雷金雪橇
- 恰普雷金顶点